# 정축입학도첩
정축입학도첩은 경상남도 창원시 마산합포구에 있는 경남대학교 박물관에 소장된 조선시대 왕세자의 교육과 관련된 의궤(儀軌)이다.
정축입학도첩은 경상남도 유형문화재 제509-8호로 지정되었다.

## 개요
‘정축입학도첩’은 순조의 장남 효명세자가 1817년 성균관에 입학할 당시의 장면을 그린 기록화이다. 
세자시강원 입학 관련 의식이 상세하며, 좌빈객 이만수를 비롯한 13인의 시가 실려있으며, 마지막에는 박사 겸 우빈객 남공철을 포함하여 시강원 소속 여러 대신들의 축하시가 있고. 끝부분에는 박사겸 우빈객 남공철이 발문을 지었다. 이러한 그림과 설명은 조선시대 궁중에서 행해졌던 입학 의식의 한 단면을 잘 보여주고 있다. 
그러므로 이 첩에 실린 내용들은 당시 의례(儀禮)의 구성이나 행사절차, 복제(服制) 등을 재구성하고 복원하는 데 있어 훌륭한 자료로 이용될 수 있을 것이다. 그런 점에서 이 첩은 문화재적 가치뿐만 아니라 역사 사료로서의 의미도 크다 하겠다.
데라우치 문고는 초대 조선총독을 지낸 데라우치 마사타케의 수집품을 기반으로 1922년에 만들어졌고, 1957년에 데라우치 가문에서 야마구치 여자대학으로 이관됐다. 1990년대 초반 데라우치 문고의 존재를 알게 된 경남대학교는 오랜 설득 끝에 일부를 기증받을 수 있었다. 

## 문화재 환수 경위
데라우치 마사타케는 메이지 유신 등 일본 정치를 주도한 죠슈 번 출신의 정치가이자 조선 초대 총독을 지낸 인물이다. 
마사타케는 그의 지역적 배경과 군에서의 경험을 바탕으로 일찍부터 한반도에 대해 많은 관심을 가졌다. 그의 식민통치는 이른바 무단통치로, 궁극적으로는 조선을 일본과의 동화(同化)를 통한 지배를 영구히 하고자 하였다. 
마사타케는 조선의 문화재를 수집·정리하는 사업을 착수하였다. 그는 “역사를 알아야 세계를 지배할 수 있다.”라고 생각하였으며, 세계로 진출하기 위해서는 먼저 자국의 역사뿐만 아니라 이웃한 한국과 중국의 역사를 알아야 한다고 보았다. 이 과정에서 상당수의 문화재를 그가 조사하고 확보하게 되었다.
총독의 임기를 마치고 귀국한 마사타케는 아들인 히사이치를 불러 ‘데라우치 문고’를 개설하도록 하였다. 이에 1920년 야마구치현에서 공사에 착공하여 부속건물인 조선관(朝鮮館)과 함께 1922년 완공되었고, 데라우치 문고는 지역의 도서관 역할을 하였다.
그러나 제2차 세계 대전이 끝난 1946년, 일본군의 원수로 동남아시아 방면 사령관이었던 히사이치가 말레이시아의 포로수용소에서 죽자 데라우치 문고도 운영에 어려움을 겪는다. 마침 가까운 곳에는 야마구치 현립 대학이 있었는데, 결국 데라우치 문고는 야마구치 현립 대학에 편입된다.
마침 야마구치현은 경상남도와 자매결연을 맺고 있었다. 경남대학교는 야마구치 현립 대학과 학술교류 협정을 추진하고 있었고, 특히 1996년에 개교 50주년을 앞두고 기념사업의 일환으로 해외로 유출된 우리 문화재의 반환 작업에 관심을 갖고 있었다.  
결국 반환 대상 유물을 찾고 있던 경남대학교의 박재규 총장이 야마구치 현립 대학과 교섭을 진행하여 야마구치 현립 대학과 데라우치 가문이 조건 없이 기증하는 형식으로 1996년 데라우치 문고 가운데 135책 1축(1995점)이 돌아올 수 있었다.
이들 유물은 경남대학교 당국의 적극적이며 지속적인 문화재 환수 의지와 데라우치 가문의 기증 의사, 그리고 한․일의원연명의 협력 등이 함께 어우러져 돌아올 수 있었던 것으로, 해외유출 문화재의 환수의 모범적인 사례로 꼽히고 있다.
경남대학교 박물관 소장 유물들은 우리나라가 어려움에 처했던 시기에 해외로 유출된 문화재가 민, 관, 학의 협력에 의해 대량으로 환수되었다는 점에서 그 의미를 더해준다.

## 소장처
해당 유물은 2021년 현재 경남대학교 박물관 데라우치문고전시실에 전시 중이다.

## 같이 보기
- 경남대학교 데라우치 기증 고서화 일괄 (경상남도 유형문화재 제509호)